# Вилаят Галгайче
Вилая́т Галга́йче — террористическое исламистское объединение, действовавшее на территории Ингушетии. Входило в состав Кавказского фронта. Несёт ответственность за многочисленные теракты и нападения на представителей органов власти, военнослужащих и сотрудников силовых структур в Ингушетии.

## История
Вилаят Галгайче сформировался в 2000—2001 годах — в то время он носил название «Джамаат шариат».
В 2004 году он был переименован в «Специальный оперативный отряд Шариат», затем — «Ингушский сектор Юго-западного фронта» и, наконец, с созданием Кавказского фронта, — «Ингушский сектор Кавказского фронта ВС ЧРИ».
Как рассказывал в 2012 году глава Ингушетии Юнус-Бек Евкуров, «подполье в республике — это глубоко законспирированная сеть с хорошим контрразведывательным режимом», оно имеет множество пособников, в том числе и во властных и силовых структурах. По словам Евкурова, идеологическая и агитационная работа поставлена в подполье на высоком уровне. Численность активных членов бандформирований он оценил в 35—40 человек.
Позже Юнус-Бек Евкуров сделал заявление, что терроризм в Ингушетии побеждён.

## Командиры

### Биография командиров
Илез (Ильяс) Горчханов (род. 1967 — 13 октября 2005, Нальчик) — основатель и лидер экстремистской группировки Джамаат Галгайче. Помощник Шамиля Басаева по оперативной работе.
Находился в розыске в связи с терактом на улице Бородинской во Владикавказе в феврале 2004 года (была подорвана машина).
Ликвидирован при нападении на Нальчик.
Али Мусаевич Тазиев (род. 19 августа 1974, Насыр-Корт) — ингушский полевой командир, бригадный генерал ВС ЧРИ (2006), активный участник сепаратистского движения в Чечне 1990-е — 2000-е годы, командующий КФ и первый амир (вали) «Вилаята Галгайче».
Задержан 9 июня 2010 года. Содержится в исправительной колонии №2 "Белый лебедь".
Рустам Баширович Дзортов (1979, Карабулак — 4 сентября 2009, Барсуки) — один из лидеров сепаратистского вооружённого подполья на Северном Кавказе, руководитель всех сепаратистов Ингушетии с начала 2009 года.
Умер 4 сентября 2009 года истекая кровью из-за перестрелки со спецслужбами.
Илез Исмаилович Гарданов (1987 – 23 августа 2010, Плиево) – один из главных командиров Вилаята Галгайче. Был причастен к нападению на ГОВД г. Карабулак, закладке СВУ на рынке г. Назрани 21 августа 2010 года и покушению на жизнь имама мечети с. Экажево в августе 2010 года.
Ликвидирован 23 августа 2010 года в Плиево.
Иса Лоханович Хашагульгов (род. 1968) – террорист, участвовавший в теракте на владикавказском горрынке.
Задержан 25 сентября 2010 года. Жена и родственники Хашагульгова отрицают данную информацию, считая, что дело было политически замотивировано.
Адам Макшарипович Цыздоев (1979 — 3 марта 2012, Малгобек, Ингушетия, Россия) — один из командиров Вилаята Галгайче.
Ликвидирован  3 марта 2012 года.
Джамалейл Макшарипович Муталиев (амир Адам абу-Дуджана; 10 августа 1976, Назрань — 21 мая 2013, там же) – один из командиров, а также кади Вилаята Галгайче. Был участником теракта в горрынке Владикавказа. 27 января 2012 года СМИ заявляли об уничтожении военного амира Имарата Кавказ во время оперативно-боевого мероприятия в селении Экажево; однако, как выяснилось позже, это был другой человек с таким же именем и фамилией.
Ликвидирован 21 мая 2013 года.
Артур Мухметович Гатагажев (амир Абдуллах;  9 ноября 1975, Мары, ТуркмССР — 24 мая 2014, Сагопши) — вали Вилаята Галгайче. а то этого – амир Малгобекского сектора Вилаята Галгайче. Организовал теракт на похоронах полицейского в Малгобеке, где после взрыва террориста-смертника погибло восемь человек и 11 было ранено 19 августа 2012 года и к расстрелу его соратниками автомашину секретаря Совета безопасности Ингушетии Ахмета Котиева 27 августа 2013 года.
Ликвидирован 24 мая 2014 года.
Беслан Мурадович Махаури (амир Мухаммад;  17 июня 1988, Баратаевка, Новосиб. обл. — 31 октября 2015, Назрань) – амир Вилаята Галгайче, до этого – лидер сунженского сектора, действовавшего на границе Чечни и Ингушетии. Причастен к нападению в Серноводске. В 2015 дал баят Абу-Бакру аль-Багдади.
Ликвидирован 31 октября 2015 года.

### Комментарии
1. ↑  большинство боевиков в 2014–2015 годах дали присягу ИГ, оставшийся ячейки находятся в спящем состоянии